# Червоне (Ужгородський район)
Черво́не — село в Україні, в Ужгородському районі Закарпатської області, центр Червонівської сільської ради. Населення становить 938 осіб Інформація на 2023 рік ). Село розташоване на півдні Ужгородського району, за 16,0 кілометра від районного центру.

## Географія
Село Червоне лежить за 16,0 км на південь від районного центру, фізична відстань до Києва — 620,2 км.

## Історія
У 1920-х роках чехословацька влада створила штучне поселення для відпочинку місцевої громади вздовж Тиси. Його територія належала колишньому хутору  Szalánci. З 1927 року тут поселяють русинів. На початку 1940-х років угорські родини оселилися на вулиці Онча.

## Символіка
Червоне поле вказує на назву села. Золота церква є символом високої духовності мешканців. Березова гілочка та квітка нарцису означають перших поселенців села, які переселилися з околиць Великого Березного та Хуста. Хвилясті балки символізують місцеву річку (старе та нове річище Латориці), а також підкреслюють приналежність до Ужгородщини та Чопської міської територіальної громади.
На прапорі також використано основний колір для ідентифікації села, його герб, а також національні кольори, оскільки село розташоване біля державного кордону України.

## Політика

### Парламентські вибори, 2019
На позачергових парламентських виборах 2019 року у селі функціонувала окрема виборча дільниця № 210601, розташована у приміщенні школи.
Результати
- зареєстровано 625 виборців, явка 70,56%, найбільше голосів віддано за «Слугу народу» — 44,50%, за «Опозиційний блок» — 23,85%, за Всеукраїнське об'єднання «Батьківщина» — 7,34%.[5] В одномандатному окрузі найбільше голосів отримав Андрій Андріїв (самовисування) — 32,33%, за Роберта Горвата (самовисування) — 31,40%, за Олександра Пекаря (Слуга народу) — 19,30%[6].

## Храм Різдва пр. Богородиці. 1993.
У 1946 р. переселенці з Верховини перевезли в Червоне чудову дерев’яну готичну церкву з Дулова Тячівського району.
На жаль, споруду не відновили на новому місці, а просто використали як матеріал для спорудження молитовного дому і невеликої фари для священика. Фундамент виклали з каменю без розчину. Стіни мали каркасну конструкцію із заповненням брусами, зовні обшиту дошками, а всередині поштукатурену глиною по дранці. Стелю утворювала обшивка з дощок, набита на бруси перекриття. Дахи мали етернітове покриття.
Вежу не будували, щоб не привертати уваги органів радянської влади до спорудження церкви. Перевезенням церкви займався куратор Іван Кемінь, а спорудження очолював майстер Сокол. З місцевих помічників люди пам’ятають Василя Симулика та Юрія Гомечка. У 1947 р. церква Різдва пр. богородиці вже діяла. Василю Симулику вдалося дістати маленькі дзвони із уже закритої дзвонарні Ф. Егрі. Пізніше купили один більший дзвін.
Наприкінці 1980-х років син Василя Симулика Володимир, що був заступником голови церковного комітету, вирішив відремонтувати фару.
З великими труднощами отримав дозвіл місцевих властей, сам завіз дерево і сам упродовж місяця у 1988 р. зробив під виглядом ремонту повну реконструкцію будинку та ще й обмурував дерев’яну споруду цеглою. Після цього успіху Володимир Симулик запропонував громаді збудувати церкву, і люди радо погодилися. Знову довелося маскувати справу під ремонт.
Акт обстеження стану дерев’яної церкви склали 26 травня 1988 р. Районний архітектор В. Б. Бабак підготував план реконструкції, що зводилася до заміни попсованих частин та прибудови вежі із шпилястим завершенням, а перечинський інженер М. Ф. Мигович склав кошторис робіт. Всю організаційну та будівельну роботу взяв на себе Володимир Симулик, який розробив форму церкви та вежі, а головним помічником був Василь Вакаров з Ізи.
З 1989 до 1992 р. довкола дерев’яної споруди вимурували нову цегляну церкву базилічної форми, а дерев’яну розібрали. Настінне малювання в новій церкві виконав В. Якубець. Збереглася проста каркасна дерев’яна дзвіниця. Головою церковної громади під час будівництва був Ю. М. Плиска, а служив у храмі о. Михайло Бобик.

## Населення
Станом на 1989 рік у селі проживало 1093 особи, серед них — 567 чоловіків і 526 жінок.
За даними перепису населення 2001 року у селі проживало 869 осіб. Рідною мовою назвали:
| Мова       | Кількість осіб | Відсоток |
| ---------- | -------------- | -------- |
| українська | 743            | 85,50%   |
| угорська   | 117            | 13,46%   |
| російська  | 7              | 0,81%    |
| інші       | 2              | 0,23%    |

## Туристичні місця
- храм Різдва Богородиці 1993
- озера

## Відомі люди
- Грицак Іван Юрійович (1949) — український дипломат,  Надзвичайний і Повноважний Посол України в Чехії (2009—2012).[9]